# José de Sousa Pereira de Sampaio Vaía
José de Sousa Pereira de Sampaio Vaía (Vila Pouca de Aguiar, 3 de Julho de 1790 - Santa Marta de Penaguião, 13 de Fevereiro de 1847), 2º visconde de Santa Marta, foi um Marechal de Campo português da ala miguelista.
Em 1808, como alferes, é integrado nos Batalhões de Caçadores 3 e 4 para lutar nas Guerras Peninsulares .
Faz parte de expedição a Pernambuco, em 1817, comandada pelo general Luís do Rego Barreto, fazendo parte com o posto de major da divisão dos Voluntários Leais de El-Rei que venceu a chamada Revolução Pernambucana. Aí igualmente combateu na campanha de Montevideu. 
Quando voltou ao reino foi colocado no Estado Maior General, como coronel graduado. 
Depois, na Revolução de 1820, como José de Sousa se manifestasse a favor dos princípios da Junta Suprema do Porto, chega a Ajudante General do Exército e, nesse cargo, teve notável intervenção nos acontecimentos ocorridos em 11 de Novembro, desse ano de 1820, em Lisboa. 
Passados tempos, e em face da evolução dos sucessos políticos, já na qualidade de brigadeiro graduado e comandante do regimento n.° 23, apoiou o movimento da Vilafrancada e que teve por resultado a queda do regime parlamentar liberal.
Depois do triunfo do movimento conservador e do regresso de D. João VI à capital, no meio das tropas comandadas pelo infante D. Miguel, foi objecto de particular benevolência deste príncipe, é nomeado pelo exército realista sob chefe do Estado Maior General, sendo agraciado com o título de Visconde Santa Marta, em sucessão de seu pai.
Em 1828 comanda, depois, as forças de Trás os Montes e Minho, durante a revolta do Porto. Mas depois, perante certos desastres de comando principalmente devido às rivalidades com o general Póvoas seu companheiro de armas e não fazer uso de uma "mão-de-ferro", é demitido do cargo em 21 de Fevereiro de 1833.
Depois da guerra civil ter acabado apresenta-se a D. Pedro IV de Portugal, isola-se, a seguir, em Trás os Montes e aqui termina os seus dias.
Foi condecorado com várias e importantes condecorações, nomeadamente, a comendada das Ordens de Avis e da Torre e Espada, Cavaleiro da Legião de Honra de França e a medalha de Guerra Peninsular.

## Dados genealógicos
Morreu sem ter casado e sem ter tido geração.
Era filho de Manuel Gregório de Sousa Pereira de Sampaio, 1º visconde de Santa Marta, e de Antónia Vitorina Teixeira de Magalhães e Lacerda, filha de António Teixeira de Magalhães e Lacerda e de Ana Teresa Pereira Pinto de Azevedo Souto Maior, 3ª senhora do Morgado de Celeiros.

## Ligações exteriores
- VAÍA, José de Sousa Pereira de Sampaio, Dicionário dos mais ilustres Trasmontanos e Alto Durienses, coordenado por Barroso da Fonte, Editora Cidade Berço, Guimarães, volume I
- Dicionário dos mais ilustres VAÍA, José de Sousa Pereira de Sampaio, Trasmontanos e Alto Durienses, coordenado por Barroso da Fonte, Editora Cidade Berço, Guimarães, volume II